# 9925 Juliehoskin
9925 Juliehoskin è un asteroide della fascia principale. Scoperto nel 1981, presenta un'orbita caratterizzata da un semiasse maggiore pari a 2,8058916 UA e da un'eccentricità di 0,0969699, inclinata di 3,22413° rispetto all'eclittica.